# Christian Prosenik
Christian Prosenik (né le 7 juin 1968 à Vienne en Autriche) est un joueur de football autrichien, désormais entraîneur de football.
Le fils de Christian, Phillip Prosenik, est également footballeur.

## Biographie

### En club
Christian Prosenik joue en Autriche et en Allemagne. Il évolue principalement en faveur de l'Austria Vienne et du Rapid Vienne.
Il dispute 390 matchs en première division autrichienne, inscrivant 36 buts. Il joue également 19 matchs en première division allemande, pour un but.
Au sein des compétitions européennes, il dispute 20 matchs en Ligue des champions, 18 en Coupe de l'UEFA, et huit en Coupe des coupes. Il inscrit un but en Coupe de l'UEFA et un but en Coupe des coupes.

### En équipe nationale
Il reçoit 24 sélections en équipe d'Autriche entre 1991 et 1999, inscrivant un but.
Il joue son premier match en équipe nationale le 1er mai 1991, en amical contre la Suède (défaite 6-0). Le 14 avril 1992, il inscrit un but lors d'un match amical contre la Lituanie (victoire 4-0). Il reçoit sa dernière sélection le 6 juin 1999, contre Israël, lors des éliminatoires de l'Euro 2000 (défaite 5-0).